# Pselliophorus luteoviridis
Pselliophorus luteoviridis là một loài chim trong họ Emberizidae.